# Claymore
Izraz claymore se uporablja za dva tipa škotskega meča. Prvi je bil velik, dvoročni meč, ki so ga uporabljali v srednjem veku. Meč je bil nekoliko krajši od ostalih dvoročnjakov tistega obdobja, ker pa je bil tudi lažji, je nudil prednost pred ostalimi evropskimi dvoročnimi meči. Ime claymore izvira iz keltskega poimenovanja claidheamh mòr, kar pomeni veliki meč. 
Dolžina takšnega meča je bila v povprečju 140 cm, od tega je bilo rezilo dolgo okrog 1 m. Od ostalih mečev takratnega obdobja se že na prvi pogled razlikuje tudi po obliki branika in glaviča. 
Drugi meč z istim imenom je bil uporabljan v 18. in 19. stoletju. To je bil enoročen širok meč s košarico, ki je branila roko uporabnika (podobno kot pri nekaterih sabljah). Ta meč je še danes, sicer redko, uporabljen kot del narodne noše.